# Rachael Ostovich
Rachael Ostovich (Hawaii, 25 de fevereiro de 1991) é uma lutadora de artes marciais mistas estadunidense, que atualmente compete na categoria peso-mosca-feminino do Ultimate Fighting Championship.

## Carreira no MMA

### Início de carreira
Ostovich começou sua carreira no MMA amador em 2010. Nos próximos três anos, ela acumulou um cartel invicto de 6-0.
Ostovich fez sua estreia no MMA profissional em janeiro de 2014, em seu país natal. Ela formou um cartel de 1-1, antes de se juntar ao Invicta Fighting Championships.

### Invicta FC
Ostovich estreou no Invicta Fighting Championships em dezembro de 2014. Ela enfrentou Evva Johnson, no Invicta FC 10, e ganhou a luta por decisão dividida.
Em sua segunda luta pela promoção, Ostovich enfrentou Andrea Lee, em 12 de setembro de 2015, no Invicta FC 14. Ela perdeu a luta por finalização verbal, com uma chave de braço no terceiro round.
Em sua terceira luta pela organização, Ostovich enfrentou Ariel Beck, em 7 de maio de 2016, no Invicta FC 17. Ela ganhou a luta por decisão dividida.
Em sua quarta luta pela promoção, Ostovich enfrentou Christine Ferea, em 14 de janeiro de 2017, no Invicta FC 21. Ela perdeu a luta por TKO no terceiro round, tornando seu cartel no Invicta FC de 2-2, antes de se juntar ao The Ultimate Fighter.

### The Ultimate Fighter
Em agosto de 2017, foi anunciado que Ostovich seria uma das lutadoras que participariam do The Ultimate Fighter 26, onde a vencedora seria a primeira campeã peso-galo-feminino do UFC. Na luta preliminar, Ostovich derrotou Melinda Fábián por finalização (mata-leão). Nas quartas de final, ela enfrentou Barb Honchak, e perdeu a luta por decisão unânime.

### Ultimate Fighting Championship
Ostovich enfrentou Karine Gevorgyan, em 1 de dezembro de 2017, no The Ultimate Fighter 26 Finale. Ela ganhou a luta com uma chave de braço no primeiro round.

## Cartel no MMA
| Cartel no MMA   |            |            |
| 10 lutas        | 4 vitórias | 6 derrotas |
| Por nocaute     | 0          | 3          |
| Por finalização | 2          | 3          |
| Por decisão     | 2          | 0          |
| No contest      | 0          | 0          |

| Res.    | Cartel | Oponente           | Método                           | Evento                                            | Data       | Round | Tempo | Local                  | Notas                                                              |
| ------- | ------ | ------------------ | -------------------------------- | ------------------------------------------------- | ---------- | ----- | ----- | ---------------------- | ------------------------------------------------------------------ |
| Derrota | 4-6    | Gina Mazany        | Nocaute Técnico (chute no corpo) | UFC on ESPN: Smith vs. Clark                      | 28/11/2020 | 3     | 4:10  | Las Vegas, Nevada      |                                                                    |
| Derrota | 4-5    | Paige VanZant      | Finalização (chave de braço)     | UFC Fight Night: Cejudo vs. Dillashaw             | 19/01/2019 | 2     | 1:50  | Brooklyn, Nova Iorque  |                                                                    |
| Derrota | 4-4    | Montana De La Rosa | Finalização (mata leão)          | The Ultimate Fighter: Undefeated                  | 06/07/2018 | 3     | 4:21  | Las Vegas, Nevada      |                                                                    |
| Vitória | 4-3    | Karine Gevorgyan   | Finalização (chave de braço)     | The Ultimate Fighter: A New World Champion Finale | 01/12/2017 | 1     | 1:40  | Las Vegas, Nevada      | Estreia no UFC; Peso-casado (130 lbs); Gevorgyan não bateu o peso. |
| Derrota | 3-3    | Christine Ferea    | Nocaute Técnico (socos)          | Invicta FC 21: Anderson vs. Tweet                 | 14/01/2017 | 3     | 1:29  | Kansas City, Missouri  |                                                                    |
| Vitória | 3-2    | Ariel Beck         | Decisão (dividida)               | Invicta FC 17: Evinger vs. Schneider              | 07/05/2016 | 3     | 5:00  | Costa Mesa, Califórnia | Luta da Noite.                                                     |
| Derrota | 2-2    | Andrea Lee         | Finalização (chave de braço)     | Invicta FC 14: Evinger vs. Kianzad                | 12/09/2015 | 3     | 4:58  | Kansas City, Missouri  |                                                                    |
| Vitória | 2-1    | Evva Johnson       | Decisão (dividida)               | Invicta FC 10: Waterson vs. Tiburcio              | 05/12/2014 | 3     | 5:00  | Houston, Texas         |                                                                    |
| Vitória | 1-1    | Misha Nassiri      | Finalização (chave de braço)     | X-1: Jara vs. Vitale                              | 26/09/2014 | 3     | N/A   | Honolulu, Hawaii       |                                                                    |
| Derrota | 0-1    | Jenny Liou Shriver | Nocaute Técnico (socos)          | Destiny MMA Na Koa 4                              | 25/01/2014 | 2     | N/A   | Honolulu, Hawaii       |                                                                    |

### Cartel noTUF 26
| Res.    | Cartel | Oponente       | Método                  | Evento                                     | Data                  | Round | Tempo | Local             | Notas            |
| ------- | ------ | -------------- | ----------------------- | ------------------------------------------ | --------------------- | ----- | ----- | ----------------- | ---------------- |
| Derrota | 1-1    | Barb Honchak   | Decisão (unânime)       | The Ultimate Fighter: A New World Champion | 15/11/2017 (exibição) | 2     | 5:00  | Las Vegas, Nevada | Quartas de Final |
| Vitória | 1-0    | Melinda Fábián | Finalização (mata-leão) | The Ultimate Fighter: A New World Champion | 18/10/2017 (exibição) | 1     |       | Las Vegas, Nevada | Luta Preliminar  |